# Gibson Firebird

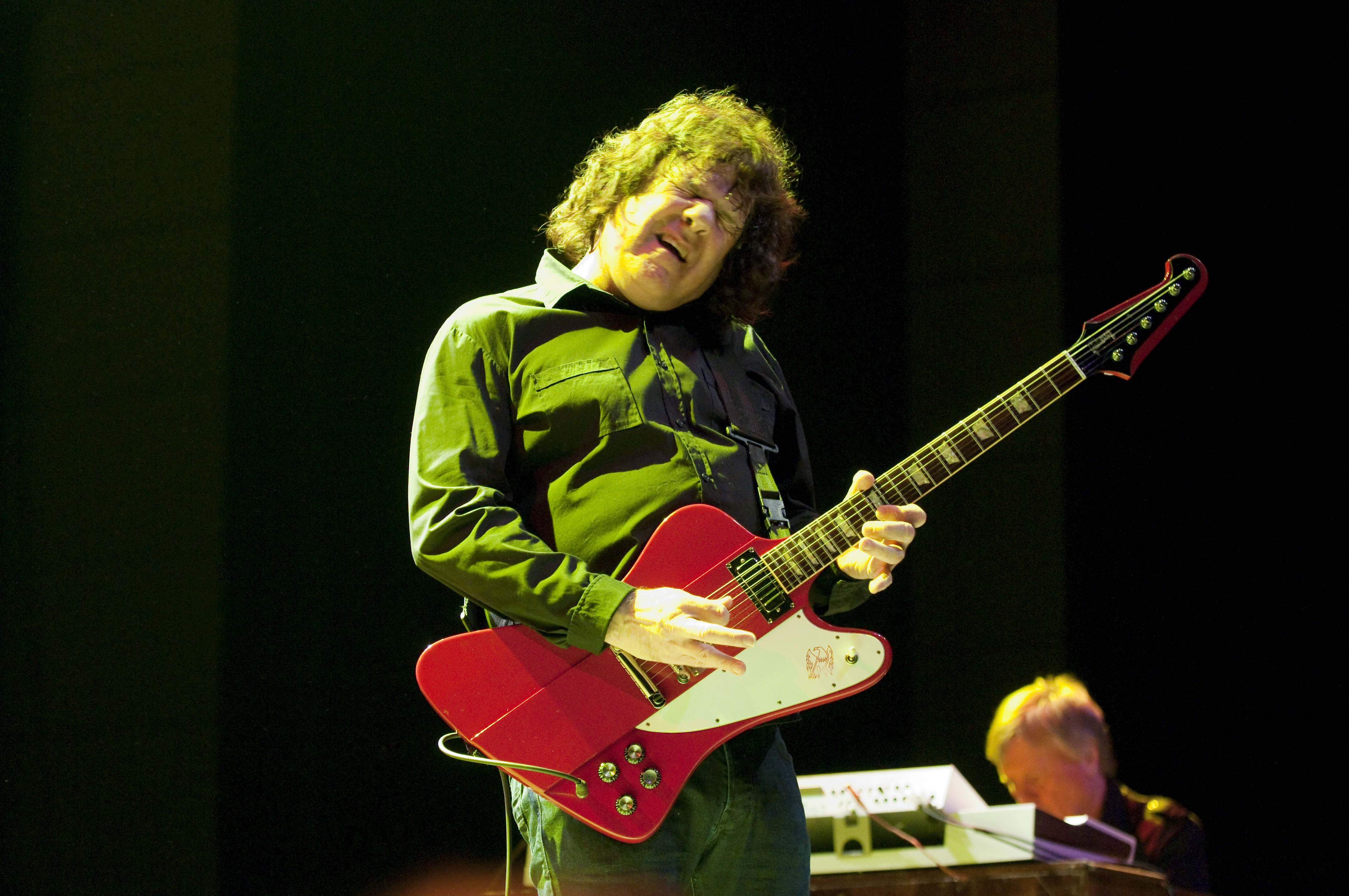
Gary Moore mit Reverse-Version der Gibson Firebird V ohne Vibrato-Einheit

Die Gibson Firebird ist ein 1963 erstmals vorgestelltes E-Gitarren-Modell der US-amerikanischen Musikinstrumentenbau-Firma Gibson Guitar Corporation. Ihre äußere Form wurde vom US-Automobildesigner Raymond Dietrich entworfen. Der Designer gab dem Gitarrenmodell die für den damaligen Zeitgeschmack außergewöhnlichen Formen von Korpus und Kopfplatte, die als „seitenverkehrt“ (englisch: reverse) beschrieben werden. Außerdem war die Firebird eines der ersten E-Gitarrenmodelle mit durchgehendem Hals (engl.: Neck-thru). Diese erste Generation des Modells wurde in vier unterschiedlich ausgestatteten Versionen angeboten. Ab 1965 wurde die Firebird mit „seitenrichtigem“ Korpus und Kopfplatte hergestellt. Wegen zu niedriger Umsatzzahlen wurde auch die Produktion dieses als non-reverse („seitenrichtig“) bezeichneten Modells bereits nach kurzer Zeit 1969 erstmals wieder aufgegeben. Seit den 1970er-Jahren hat Gibson bis zur Gegenwart mehrere Neuauflagen und Weiterentwicklungen der Firebird auf den Markt gebracht.

## Geschichte

### Vorgeschichte
Seit Beginn der 1950er-Jahre hatte die Firma Gibson, ein seit 1903 etablierter Hersteller von Gitarren und anderen Zupfinstrumenten, zunehmenden Konkurrenzdruck durch die damals neuartigen E-Gitarren mit vollmassivem Holzkorpus (Solidbody) erfahren. Hauptkonkurrent auf diesem Gebiet war der kalifornische Hersteller Fender Musical Instruments, besonders mit seinen an Popularität zunehmenden Modellen Telecaster (seit 1951) und Stratocaster (seit 1954). Gibsons im Jahr 1953 vorgestellte erste Solidbody-E-Gitarre, die Gibson Les Paul, hatte im ersten Jahrzehnt nach ihrer Einführung nicht die an sie gestellten Umsatzerwartungen erfüllen können.
Bereits im Jahr 1958 hatte Gibson unter der Leitung von Geschäftsführer und Entwickler Ted McCarty einen weiteren Versuch unternommen, sich als Hersteller moderner E-Gitarren zu profilieren und sich so gegen Konkurrent Fender durchzusetzen. Unter der Federführung von McCarty hatte das Unternehmen die Reihe Modernistic entwickelt, die zunächst aus den drei E-Gitarren-Modellen Explorer, Flying V und Moderne bestand. Deren ausladende, geradlinige Korpusformen mit spitz zulaufenden Ecken waren ihrer Zeit jedoch zu weit voraus. Von der Erstauflage von Explorer und Flying V konnten in den ersten Jahren nur wenige Exemplare verkauft werden, und die Moderne wurde von Gibson erst etwa 20 Jahre später in kleiner Auflage in Serie gebaut.

### Entwicklung und Markterfolg der Firebird
Im Jahr 1963 unternahm Gibson einen weiteren Versuch, sich als Hersteller moderner Instrumente auf dem E-Gitarren-Markt zu behaupten. Ted McCarty beauftragte den Detroiter Automobildesigner Ray Dietrich mit der Gestaltung eines neuen E-Gitarrenmodells, der Firebird. Dietrichs Entwurf fußte auf dem „seitenverkehrt“ genannten Design des Korpus der Gibson Explorer, das er auf die Kopfplatte des neuentworfenen Instruments übertrug. Gleichzeitig gab Dietrich dem reverse-Design der Gitarre durch im Umriss stärker ausgeprägte Rundungen als bei der Explorer ein gefälligeres Erscheinungsbild als dieser. Gibson trug zur Gestaltung des Modells einen für dieses Modell neu entwickelten durchgehenden Hals und ebenfalls neu entwickelte Tonabnehmer bei. Das Vibrato-System der ersten Firebirds war das gleiche wie das bereits 1961 für das Gitarrenmodell Gibson SG entwickelte.
Bei der Markteinführung der Firebird im Herbst 1963 wurde das Modell als „Jazzgitarre“ angekündigt, da vermutet wurde, dass sich die als aufgeschlossen gegenüber neuen, progressiven Formen geltenden Jazzgitarristen am ehesten für ein Instrument interessieren würden, das weitgehend auf ein traditionelles Erscheinungsbild verzichtete. Ähnlich wie bei den früheren E-Gitarren-Modellen Gibsons blieben auch die Verkaufszahlen der Firebird hinter den Erwartungen zurück. Die Produktion der ersten Generation der reverse-Version der Firebird wurde deshalb bereits im Mai 1965 wieder eingestellt. An deren Stelle traten kurz darauf die ersten non-reverse-Versionen des Modells mit „seitenrichtig“ geformtem Korpus und Kopfplatte sowie mit eingeleimtem statt durchgehendem Hals. Auch die Produktion dieser Versionen wurde aufgrund ausbleibenden Markterfolges 1969 vorübergehend aufgegeben. Erst die in den darauf folgenden Jahrzehnten von Gibson neu aufgelegten Modellreihen der Firebird konnten größere Verkaufserfolge erzielen. Das Modell wird seitdem vor allem von Blues-Rock- und Rockgitarristen gespielt.
Neben den Firebird-E-Gitarren hatte Gibson zwei auf demselben Konstruktionsprinzip beruhende E-Bass-Modelle entwickelt, die ebenfalls erstmals 1963 unter dem Modellnamen Gibson Thunderbird auf den Markt kamen.

## Firebird-Konstruktionsformen und -Modelle

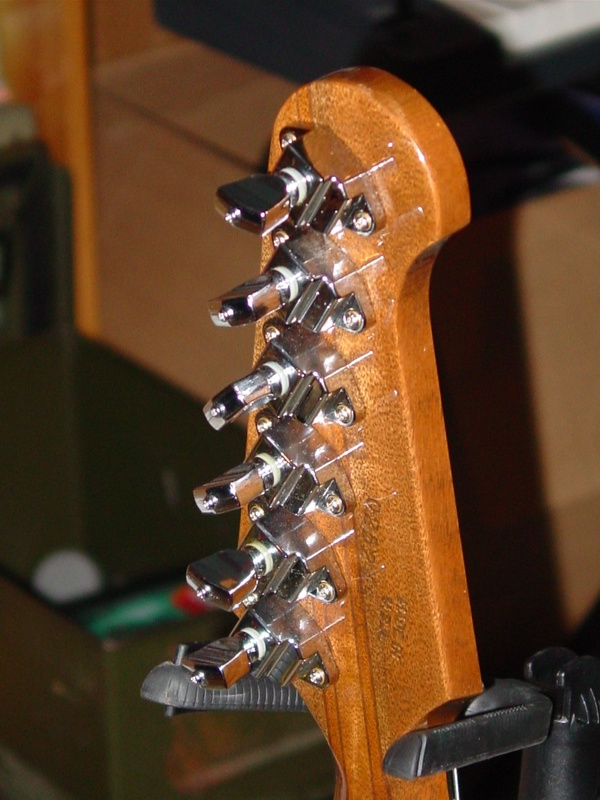
Banjo-Stimmmechaniken auf der Rückseite der Kopfplatte einer Reverse Firebird

### Reverse-Modelle
Die reverse Firebird ist eine Gitarre mit durchgehendem Hals und einem Paar seitlich rechts und links an diesen angeleimten Korpusflügeln. Der Umriss der Gitarre erinnert an die Explorer mit einem längeren unteren „Korpushorn“. Da Gitarren der damaligen Zeit, vor allem um Kopflastigkeit zu vermeiden, an der dem Spieler zugeneigten Oberseite ein längeres Horn haben, spricht man bei den frühen Firebird-Modellen (1963 bis Mitte 1965) von der reverse-Form. Neben dem durchgehenden Hals sind die Banjo-Stimmmechaniken erwähnenswert, die bei den reverse-Modellen verwendet wurden.
Folgende Modelle wurden angeboten:
- Firebird I: ein Tonabnehmer, Einteiler-Brücke, Griffbrett mit Punkteinlagen
- Firebird III: zwei Tonabnehmer, Vibrato über Einteiler-Brücke, Griffbrett mit Punkteinlagen
- Firebird V: zwei Tonabnehmer, Vibrato, Tune-o-Matic-Steg und Saitenhalter mit Metallabdeckung („lyre-bridge“), Griffbrett mit trapezförmigen Einlagen
- Firebird VII: drei Tonabnehmer, Vibrato, Tune-o-Matic-Steg und Saitenhalter mit Metallabdeckung, Griffbrett mit Block-Einlagen, vergoldete Metallteile

Praktisch alle Reverse-Modelle waren mit Mini-Humbucker-Tonabnehmern mit metallenen Abdeckkappen ausgestattet, nur einige wenige Firebird III-Modelle wurden gegen Ende der Produktionszeit mit P-90-Tonabnehmern bestückt. Bekannte reverse-Firebird-Spieler sind Johnny Winter (Firebird V), Brian Jones (Firebird VII) sowie Eric Clapton während seiner Zeit bei Cream (Firebird I).

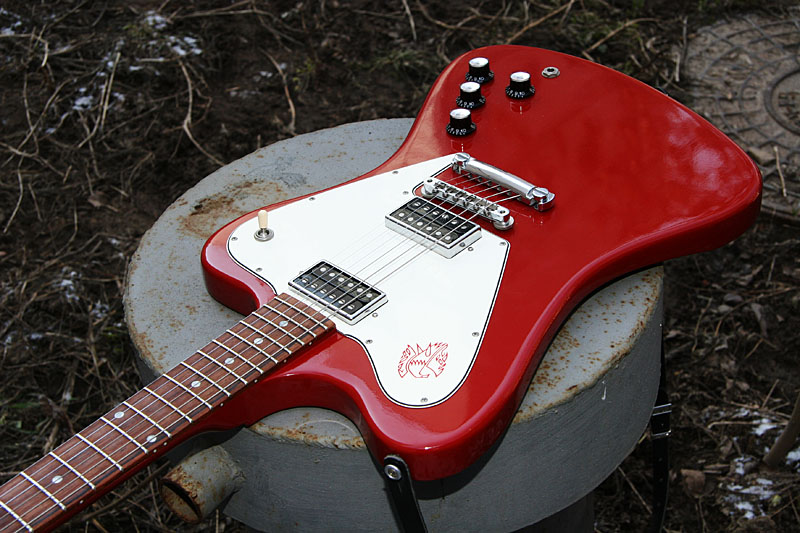
Der Korpus einer Non-Reverse Firebird, die Pickups sind nicht original

### Non-reverse-Modelle
Ab Mitte 1965 wurde die Firebird mit einem völlig neuen Konzept und Design angeboten. Der durchgehende Hals wich einem eingeleimten Hals. Die Banjo-Mechaniken wurden durch Gitarren-Stimmmechaniken (sechs in einer Reihe) ersetzt. Das Aussehen erinnerte an die Rückseite der alten reverse-Firebird. Diese 1965 eingeführten Modelle werden als non-reverse bezeichnet. Die speziell für die Firebird entwickelten Mini-Humbucker wurden bei einigen Firebird-Modellen der neuen Reihe durch einspulige P-90-Einzelspulen-Tonabnehmer (Singlecoil) ersetzt.
Die Modelle der non-reverse-Reihe:
- Firebird I: zwei P-90-Tonabnehmer, Einteiler-Brücke, Vibrato
- Firebird III: drei P-90-Tonabnehmer, Einteiler-Brücke, Vibrato
- Firebird V: zwei Mini-Humbucker, Vibrato, Tune-o-Matic-Steg und Saitenhalter mit Metallabdeckung („lyre-bridge“)
- Firebird VII: drei Mini-Humbucker, Vibrato, Tune-o-Matic-Steg und Saitenhalter mit Metallabdeckung, vergoldete Metallteile

Alle Modelle hatten Punkteinlagen im Griffbrett.

## Neuere Generationen der Firebird
Die Produktion der ersten Generation der Firebird war bereits 1969 von Gibson eingestellt worden. Die Firebird reverse wurde 1972 bis 1979 wieder aufgelegt und wird seit 1990 wieder von Gibson gebaut.